# دولنی کروپا (ناحیه هاولیتشکوف برود)
دولنی کروپا (ناحیه هاولیتشکوف برود) (به چکی: Dolní Krupá) یک منطقهٔ مسکونی در جمهوری چک است که در ناحیه هاولیتشکوف برود واقع شده‌است. دولنی کروپا ۷٫۹۱ کیلومتر مربع مساحت و ۴۰۶ نفر جمعیت دارد و ۴۷۱ متر بالاتر از سطح دریا واقع شده‌است.